# Romana Troicka
Romana Troicka, po mężu Sosińska (ur. 7 sierpnia 1949 w Sochaczewie) – polska łyżwiarka, zawodniczka łyżwiarstwa szybkiego, reprezentantka kraju, następnie radca prawny.

## Życiorys
Była zawodniczką Sarmaty Warszawa, jej trenerem był Leszek Ułasiewicz. 
Reprezentowała Polskę na wielobojowych mistrzostwach świata w 1969 (26 m.), 1971 (22 m.), 1972 (34 m.) i 1961 (9 m.), mistrzostwach świata w wieloboju sprinterskim w 1971 (18 m.) i 1972 (21 m.), wielobojowych mistrzostwach Europy w 1970 (16 m.), 1971 (20 m.) i 1972 (22 m.).
W 1965 i 1967 została wielobojową mistrzynią Polski juniorek. Na wielobojowych mistrzostwach Polski seniorek zdobyła złoty medal w 1970 (wygrała wówczas wyścigi, na 500 metrów, 1000 metrów i 1500 metrów) i 1972 (wygrała wówczas wyścigi na 500 metrów, 1000 metrów i 1500 metrów), srebrny medal w 1971 (wygrała wówczas wyścig na 500 metrów), brązowy medal w 1969 (wygrała wówczas wyścig na 500 metrów) i 1973 (wygrała wówczas wyścig na 500 metrów). Ponadto w 1968 wygrała wyścig na 500 metrów.
Była rekordzistką Polski na 500 metrów (45,50 - 13.02.1971, 45,11 - 5.02.1972), 1000 metrów (1:35,10 - 20.02.1971, 1:32,90 - 21.02.1971), czterokrotnie w wieloboju (500 m + 1000 m + 1500 m + 3000 m), od wyniku 202,883 (5.01.1969) do wyniku 194,280 (6.02.1972), wieloboju sprinterskim (185,370 - 21.02.1971).
W 1974 ukończyła studia prawnicze na Uniwersytecie Warszawskim, w 1983 aplikację radcowską. Pracowała w bankowości, następnie przedsiębiorstwach i spółkach branży budowlanej. Była współautorem książek Zabezpieczenie należności pieniężnych. Poradnik prawniczy wraz z wzorami pism i tekstami aktów prawnych (1997) i Prawo wekslowe w praktyce. Poradnik prawniczy wraz z wzorami i tekstami aktów prawnych (2001).
W latach 1998–2002 była wiceprezesem Polskiego Związku Szybkiego, w latach 2003-2015 i od 2020 arbitrem Trybunału Arbitrażowego ds. Sportu przy Polskim Komitecie Olimpijskim. W przeszłości była także członkiem Piłkarskiego Sądu Polubownego przy PZPN oraz członkiem Komisji Rewizyjnej Polskiego Komitetu Olimpijskiego.